# G1 (site web)
Pour les articles homonymes, voir G1.
G1 est un portail d'actualités brésilien géré par le Grupo Globo et sous la direction du Central Globo de Jornalismo. 

## Histoire
Le site web est lancé le 18 septembre 2006 dans le but de renforcer la présence de Globo dans le domaine du journalisme numérique. Le projet est développé à partir d'une structure hybride combinant les professionnels, les connaissances et l'infrastructure journalistique de TV Globo et de globo.com, une entreprise du groupe de services et de contenu Internet, ainsi que le contenu journalistique d'autres entreprises du groupe telles que la chaîne GloboNews, les journaux O Globo, Extra et Valor Econômico, le magazine Globo Rural, la radio CBN, entre autres, en plus de ses propres reportages sous forme de texte, de photos, d'audio et de vidéo.

## Distinctions notables

### Prêmio Vladimir Herzog de Internet
| Année | Catégorie            | Média     | Auteur             | Résultat |
| ----- | -------------------- | --------- | ------------------ | -------- |
| 2014  | Dias de Intolerância | Portal g1 | Rosanne D'Agostino | Lauréat  |

### Autres
2019 : a remporté le 12e Prix Abag/RP de journalisme, pour le reportage du journaliste Igor Savenhago, « Les producteurs investissent dans la culture du raisin dans la région de Ribeirão Preto et les bouteilles arrivent jusqu'aux États-Unis »